# Могилёвхимволокно
«Могилёвхимволокно» (бел. Магілёўхімвалакно) — белорусская химическая компания по производству полиэтилентерефталата, полиэфирных волокон и технических нитей, расположенная в Могилёве. В состав объединения, созданного в 1975 году, вошли Могилёвский комбинат синтетического волокна (головное предприятие) и Могилёвский завод искусственного волокна (ликвидирован в 2012 году). Является одним из крупнейших промышленных предприятий Могилёвской области. По состоянию на 01.01.2020 года 90,54 % акций компании принадлежат государству. Предприятие входило в государственный концерн «Белнефтехим», с 2020 года 91,0997% акций находится в республиканской собственности и принадлежит Государственному комитету по имуществу Республики Беларусь.
1. ↑  Могилевское ордена Ленина производственное объединение "Химволокно" имени В.И. Ленина Всесоюзного объединения промышленности химических волокон "Союзхимволокно" (с 23.04.1994 - Белорусского государственного концерна по производству химической и нефтехимической продукции (концерн "Белхимнефтепром"), г. Могилев БССР (с 19.09.1991 - Республика Беларусь). Дата обращения: 31 мая 2020. Архивировано 26 июля 2021 года.
2. ↑  Итоги деятельности ОАО Архивная копия от 8 февраля 2019 на Wayback Machine, Министерство финансов Республики Беларусь
3. ↑  Магілёўскае вытво́рчае аб'ядна́нне «Хімвалакно́» // Беларуская энцыклапедыя: У 18 т. Т. 9: Кулібін — Малаіта (бел.) / Рэдкал.: Г. П. Пашкоў і інш. — Мінск: БелЭн, 1999. — С. 452. — 10 000 экз. — ISBN 985-11-0155-9.
4. ↑  Магілёўскі камбіна́т сінтэты́чнага валакна́ // Беларуская энцыклапедыя: У 18 т. Т. 9: Кулібін — Малаіта (бел.) / Рэдкал.: Г. П. Пашкоў і інш. — Мінск: БелЭн, 1999. — С. 467. — 10 000 экз. — ISBN 985-11-0155-9.
5. ↑  Перечень крупнейших промышленных предприятий Могилевской области. Дата обращения: 31 мая 2020. Архивировано 21 мая 2020 года.
6. ↑  Emitent.info - Могилевхимволокно ОАО - Основная информация. emitent.info. Дата обращения: 8 августа 2022. Архивировано 8 августа 2022 года.
7. ↑  ОТЧЕТ о прибылях и убытках за январь - декабрь 2019 года. khimvolokno.by. Дата обращения: 31 августа 2022. Архивировано 7 сентября 2022 года.
8. ↑  Сводный перечень неиспользуемых объектов находящихся в собственности хозяйственных обществ с долей Республики Беларусь в уставном фонде, подлежащих вовлечению в хозяйственный оборот. Дата обращения: 31 августа 2022. Архивировано из оригинала 31 августа 2022 года.
9. ↑  Источник. Дата обращения: 19 мая 2021. Архивировано 9 октября 2021 года.

.

## История
Решение о начале строительства в г.Могилёве комбината синтетического волокна было принято Правительством Советского Союза весной 1965 года.
- 5 ноября 1968 года на опытной установке был получен первый белорусский «лавсан».
- 30 марта 1970 года введён в строй действующих первый производственный комплекс – цех диметилтерефталата (ДМТ-1) мощностью 63 тыс. тонн в год.
- 21 апреля 1970 года на ДМТ-1 получен первый диметилтерефталат.
- 9 июля 1971 года завершено строительство первой очереди комбината мощностью 50 тыс. тонн в год. Которая включала в себя производство штапельного волокна (ПСВ-1), технических и текстильных нитей по технологии английской фирмы «ICI».
- 15 ноября 1974 года вступило в строй действующих первое в стране опытно-промышленное производство из чистой терефталевой кислоты (ПСВ-2).
- 21 июля 1975 года Министерством химической промышленности СССР приказом № 453 создано Могилёвское производственное объединение «Химволокно».[1] В состав производственного объединения вошёл "Завод искусственного волокна им. Куйбышева".  В 1975 году создано производство запасных частей (ПЗЧ).
- 30 июня 1976 года выпущена миллионная тонна волокна и нитей. В этом же году введён в эксплуатацию цех по производству диметилтерефталата (ДМТ-2) по технологии фирмы Koppers (Unternehmen)[англ.].
- 6 июня 1977 года получена первая тонна волокна на производстве синтетического волокна № 3 (ПСВ-3).
- 28 февраля 1980 года введён в эксплуатацию цех по производству диметилтерефталата мощностью 60 тыс. тонн в год (ДМТ-3) по технологии «Krupp Koppers».
- 16 июня 1982 года введён в эксплуатацию цех по производству диметилтерефталата ДМТ № 4 мощностью 120 тыс. тонн в год. На установке ДМТ № 4 был внедрён ряд совершенных новшеств: расположение на открытой площадке реакторов, колонн этерификации, перегонки сырого эфира, метанола, ДМТ, метанолиза, побочных продуктов. Сделали частично открытыми промежуточные ёмкости параксилола, полиэфира, метанола и ДМТ. Расчёт за поставку оборудования вёлся поставкой гранулята ПЭТФ концерну «Krupp Koppers Gmbh» в течение 15 лет. Весной этого же года на базе производства запасных частей создан завод запасных частей (ЗЗЧ), на базе производств ДМТ создан завод органического синтеза.[2]
- 31 декабря 1983 года создано производство полиэтилентерефталата (ПЭТ) мощностью 69,8 тыс. тонн в год.
- 21 января 1982 года был заключён контракт с фирмой «Uhde[нем.]» ФРГ на поставку оборудования для производства комплексных нитей мощностью  28,45 тыс. тонн в год по технологии фирмы «Hoechst», а так же заключён контракт на поставку оборудования по производству нитей гардинного назначения с фирмой «Textima» ГДР мощностью 3800 тонн в год. 1 февраля 1984 года начался приём оборудования на производство. 31 декабря 1985 года введено в строй производство синтетических комплексных нитей № 2. 31 декабря 1985 года в 21 час 15 минут работники смены № 2 получили первую партию полиэфирной технической нити. Производство отличалось высоким уровнем механизации и автоматизации технологического процесса. Введён в строй высотный автоматизированный склад готовой продукции оснащённый системой управления фирмы «Robotron» ГДР.[3]
- 3 июня 1986 года могилёвское производственное объединение «Химволокно» им. В.И. Ленина награждено орденом Ленина.
- 22 ноября 1989 года Министерством химической промышленности СССР издан приказ № 721 - «Создать с 1 января 1990 года завод полиэфирных нитей №2 на базе существующего производства синтетических комплексных нитей №2». В 1990 году в соответствии с этим приказом создан завод полиэфирных нитей (ЗПН).
- 1 сентября 1997 года на базе производства ПСВ № 1, № 2, № 3 создан завод синтетического волокна.
- 14 июля 1998 года выпущено 1 000 000 тонн полиэтилентерефталата.
- 1 февраля 2001 года приказом № 202 объединение переименовано в Республиканское унитарное предприятие «Могилёвское производственное объединение «Химволокно».
- 31 декабря 2002 года издан приказ № 186 министерства экономики Республики Беларусь «О создании открытого акционерного общества в процессе разгосударствления и приватизации государственной собственности Республиканского унитарного предприятия «Могилёвское производственное объединение «Химволокно» и Республиканского унитарного дочернего предприятия «Хоккейный клуб «Химволокно-Могилёв». Образовано ОАО «Могилёвхимволокно».
- 2 декабря 2004 года получен экологический сертификат соответствия СТБ ИСО 14001-2000.
- 16 декабря 2005 года получена первая продукция в цехе по выпуску полиэфирной основы для кровельных материалов.
- в 2006 году введены в строй цех по выпуску полиэфирной основы для кровельных материалов мощностью до 40 млн. м2 в год, линия по производству нитей технических тип HM/HMLS мощностью 2,5 тыс. тонн в год, установка металлизированной плёнки мощностью 1,5 тыс. тонн в год, установка по производству бикомпонентного волокна мощностью 14 тыс. тонн в год.
- в 2007 году - установка непрерывной поликонденсации мощностью 80 тыс. тонн в год, линия по производству рукавов пожарных напорных мощностью 1,5 млн. м в год, установка по производству обвязочной ленты мощностью 0,6 тыс. тонн в год, установка по производству соэкструзионной плёнки «КIRION» мощностью 2 тыс. тонн в год.
- в 2008 году введены в строй энерготехнологический комплекс на ЗПН, линия по производству нитей тип HT/LS мощностью 2,5 тыс. тонн в год.
- в 2009 году введены в строй линия по производству биодизельного топлива мощностью 300 тыс. тонн в год (1 и 2 очередь), завершено окончание модернизации установки непрерывной поликонденсации мощностью 80 тысяч тонн в год с переводом на производство пищевого ПЭТ.
- в 2010 году запущена линия по производству преформ для бутылок № 1 мощностью 130 млн.шт. в год.
- в 2011 году введены в эксплуатацию линии по переработке отходов ПЭТ на заводе синтетического волокна, линия по производству иглопробивных нетканых материалов мощностью 5 тыс. тонн в год, установка по производства полиолефиновой плёнки мощностью 2 тыс. тонн в год.
- в 2012 году введена в эксплуатацию линия по производству преформ для бутылок № 2 мощностью 90,8 млн.шт в год. В 2012 году произведена реорганизация ОАО «Могилёвхимволокно» путём присоединению к нему ОАО «Могилёвский ЗИВ» («Завод искусственного волокна имени Куйбышева» специализирующийся на выпуске вискозных текстильных нитей и упаковочных материалов[4]).
- в 2013 году освоена технологическая установка по производству метиловых эфиров жирных кислот мощностью 50 тыс. тонн в год.
- в 2015 году организация приступила к реализации инвестиционного проекта «Комплекс по производству полиэфирной продукции». Заключён контракт на поставку основного технологического оборудования с немецкой компанией «Oerlikon Neumag».
- 1 августа 2017 году создано производство технических нитей.
- в декабре 2018 года «Могилёвхимволокно» ввело в строй производство по выпуску полиэфирного волокна способом прямого формования.[5] Это первая очередь реализации крупного инвестиционного проекта «Комплекс по производству полиэфирной продукции».

## Продукция
Включает в себя: диметилтерефталат, полиэтилентерефталат , полиэфирное волокно и жгут(лавсан), полиэфирные технические нити, нетканые полотна, полиэтиленовые, полипропиленовые (БОПП), полиолефиновые плёнки, эфиры метиловые жирных кислот, рукава пожарные, лента обвязочная, глицерин и др.
Официальным представителем данной организации на территории Российской Федерации является дочерняя организация концерна «Белнефтехим» — ООО «Белнефтехим-РОС», г. Москва.

## Экономическое положение
По итогам 2019 года, выручка компании составила 926,77 млн руб. (431 млн долларов), по итогам 2020 года — 580,2 млн руб. (223 млн долларов). В 2019 и 2020 годах компания имела убыток от основной деятельности (реализации продукции, товаров, работ, услуг) в связи с тем, что себестоимость продукции превышала выручку от её продажи. В 2019 году компания имела чистый убыток в размере 11,7 млн руб. (2,7 млн долларов), в 2020 году показала чистый убыток в размере 6 тыс. руб. (2300 долларов). Нераспределённый убыток по итогам 2020 года составил 119,8 млн руб. (46 млн долларов), долгосрочные обязательства по итогам 2020 года составили 126,8 млн руб. (48 млн долларов).